# Koperen draadkolibrie
De koperen draadkolibrie (Discosura letitiae) is een vogel uit de familie Trochilidae (kolibries) die waarschijnlijk is uitgestorven.

## Verspreiding en leefgebied
Deze soort is endemisch in noordoostelijk Bolivia.

## Status
Deze vogel is alleen bekend van een aantal museumexemplaren. 